# Nermin
Nermin je moško osebno ime.

## Različice imena
- moška oblika imena: Nerman, Neriman
- ženske oblike imena: Nermina, Nerimana, Nermana

## Izvor imena
Ime Nermin je muslimanska različica imena Neriman, le to pa izhaja izhaja iz perzijskega imena Neriman, ki pomeni »hraber, junaški, neustrašen«.

## Pogostost imena
- Leta 1994 je bilo v Sloveniji po podatkih iz knjige Janeza Kebra 120 nosilcev tega imena, medtem ko pa ostali dve obliki imena  nista bili v uporabi.
- Po podatkih Statističnega urada Republike Slovenije je bilo na dan 31. decembra 2007 v Sloveniji število moških oseb z imenom Nermin: 391.[2]